# Toma de Cantavieja
La batalla de Cantavieja fue la última batalla de la tercera guerra carlista en el frente del Maestrazgo, que significó el fin de la guerra en este frente para los carlistas que no tardarían mucho tiempo en perder la guerra, finalizando las hostilidades el 28 de febrero de 1876. 

## La batalla
El 27 de junio de 1875 las últimas tropas que protegían la plaza al mando del general Manuel Marco partieron para ayudar a los carlistas que estaban luchando por mantener sus últimas posesiones en el norte de la provincia de Castellón, dejando su cuartel general muy desprotegido, solamente se quedaron como guarnición alrededor de un centenar de hombres entre bandoleros, civiles armados y algunos soldados de bajo rango, además de dos cañones de montaña de corto alcance. Los exploradores del bando liberal-alfonsino informaron al general Despujol de que  la base principal de los carlistas estaba muy desguarnecida, reuniendo este un ejército de 2000 infantes y 10 cañones de largo alcance para asaltar la plaza carlista, iniciando el sitio el 1 de julio de 1875. Los defensores se fortificaron levantando barricas y parapetos en los caminos de acceso y en las calles interiores del pueblo, situando  sus cañones en lo alto del primer piso del Castillo de Cantavieja como último reducto de resistencia.
A pesar de la abismal inferioridad numérica la geografía favorecía a los defensores carlistas, pues el pueblo estaba situado en lo alto de una gran montaña aplanada y a su alrededor el terreno montañoso y los caminos estrechos impedía a los liberales el poder desplegar a todo su ejército y artillería de manera que pudiesen aprovechar su superioridad en efectivos, además las tropas de Despujol eran muy bisoñas y estaban faltos de experiencia, lo que dio la ventaja a los defensores de poder resistir a pesar de la gran inferioridad numérica, hasta que pudiesen llegar posibles refuerzos. Pero por cada día que pasaba los liberales avanzaban cada vez más y los refuerzos tan esperados nunca llegaban, pues los carlistas estaban muy escasos de hombres y cuando se enteraron de la noticia ya era demasiado tarde para enviar refuerzos.
Finalmente los liberales entraron en el interior del pueblo en la mañana del 5 de julio tras un ataque relámpago apoyado por su artillería, refugiándose los pocos defensores que quedaban junto con un grupo de civiles en el castillo, después de un breve asedio repelido por parte de los defensores los liberales ofrecieron una rendición digna dejándoles marchar con las armas a cambio de que la población y sus heridos se quedasen bajo su custodia, aceptando los carlistas la capitulación al amanecer del día siguiente, poniendo fin a la batalla dejando más de 100 muertos entre los dos bandos y un total de 250 prisioneros civiles.